# Platycleis affinis
Platycleis affinis je rovnokřídlý hmyz z čeledi kobylkovití a rodu Platycleis.
Velikost dospělých imag kolísá mezi 20 až 28 mm. Mají žlutohnědou barvu, často s načervenalým nádechem. Tělo je pokryto slabým, mlhavě tmavým vzorováním. Poslední pár nohou má na sobě černou podélnou čáru, vnitřní stehna jsou tónována béžově a červenohnědě. Na béžové spodní straně břicha není žádný vzor. Platycleis affinis má tmavá, dlouhá tykadla. Složené oči jsou světle hnědé s tenkým, tmavým vzorem a tmavě hnědou skvrnou uprostřed. Samičky mají silně zakřivené, červenohnědé Kladélko.
Druh ve Střední Evropě nalezneme jen v Dolním Rakousku. Mimo střední Evropu se vyskytuje ve Středomoří (Španělsko, jižní Francie, ostrovy v Egejském a Jónském moři, Turecko a Palestina).
Dospělci se objevují od července do září převážně v suchých stepních porostech.
Rozlišují se dva poddruhy:
- P. a. affinis - Fieber, 1853 - vyskytuje se v západní části Středomoří a v Palestině,
- P. fabriciana. - Ander, 1948 - nachází se v Řecku a na okolních ostrovech.

V časopise Biology Letters v roce 2010 zveřejnili britští vědci Karim Vahed z University of Derby a James Gilbert z Cambridge University, že varlata samečků druhu Platycleis affinis tvoří 13,8 % jejich těla. Tento druh tak má v poměru ke zbytku těla největší varlata na světě. Nadměrná varlata u těchto kobylek umožňují samečkům přenést relativně malé množství ejakulátu do většího počtu samiček a pářit se opakovaně, aniž by se jejich zásoby spermatu vyčerpaly.